# Der Rabe – Duell der Zauberer
Der Rabe – Duell der Zauberer ist eine US-amerikanische Horrorkomödie aus dem Jahr 1963. Richard Matheson schrieb das Drehbuch zum Film in Anlehnung an das Gedicht Der Rabe von Edgar Allan Poe. Auf den deutschen Kinoleinwänden war der Film erst am 4. Juli 1980 zu sehen, am 6. Oktober 2003 erschien er erstmals auf DVD. Der Film handelt vom Machtkampf der Zauberer Craven und Scarabus.

## Handlung
In seinem von Nebelschwaden umwehten Schloss trauert der Zauberer Craven des Nachts um seine geliebte Lenore und unterhält sich selbst mit allerlei Zaubertricks. Als es ans Fenster klopft, staunt Craven, denn herein kommt ein sprechender Rabe. Dieser Rabe ist der Zauberer Bedlo, der in einem Kampf mit Dr. Scarabus, ebenfalls Zauberer, den Kürzeren zog. Nach einigen Fehlversuchen, die von Bedlo entsprechend kommentiert werden, schafft es Craven, Bedlo seine ursprüngliche Gestalt wiederzugeben. Craven erfährt von Bedlo, dass Scarabus seine geliebte Lenore gefangen hält, die Craven schon lange verstorben wähnt.
Zusammen mit seiner Tochter Estelle, Dr. Bedlo und dessen Sohn Rexford, macht sich Craven auf, Lenore aus Scarabus’ Händen zu befreien. Bei Scarabus angekommen, erfährt Dr. Craven, dass Lenore mitnichten von Scarabus gefangengehalten wird, sondern dessen Geliebte ist. Scarabus gibt sich zunächst freundlich, aber schon bald stellt sich heraus, dass er hinter das Geheimnis von Cravens Zauberkraft kommen will und zeigt sein wahres Gesicht. Zunächst glaubt man, dass der Zauberer Bedlo von Scarabus getötet wurde, doch dies stellt sich später als Irrtum dar. Scarabus bringt Estelle, Cravens Tochter, in seine Gewalt und droht sie zu foltern, sollte Craven nicht sein Geheimnis preisgeben. Doch Erasmus Craven, der einzige Zauberer der nicht der Bruderschaft angehört, gibt sich nicht geschlagen. Es kommt zum Duell Craven gegen Scarabus, Gut gegen Böse. Die beiden bieten ihre gesamten magischen Fähigkeiten auf, um einander zu besiegen. Nach einem Kampf mit Feuerbällen, Monstern, Zauberstrahlen und Stürmen gewinnt Craven das Duell, Scarabus Schloss wird ein Opfer der Flammen. Craven verstößt die abtrünnige Lenore und flieht mit Bedlo, der inzwischen wieder in einen Raben verwandelt wurde, Rexford und Estelle aus dem Schloss. Mit letzter Kraft verhindert Scarabus, dass Lenore ebenfalls fliehen kann.
Als der Rauch sich verzieht, befreien sich die beiden aus den Trümmern des Schlosses, und Scarabus muss feststellen, dass er seine Zauberkraft verloren hat. Bedlo, in Gestalt des Raben, stellt klar, dass Craven nun der Großmeister der Bruderschaft werden kann, nachdem Scarabus aus dem Weg ist, natürlich mit Bedlo als rechter Hand, sobald Craven ihn zurückverwandelt hat. Erasmus Craven, der nun erkennt, dass Bedlos Intrigen für die Geschehnisse verantwortlich sind, nimmt dem Raben mit den Worten „Sprach der Rabe nimmermehr“ die Fähigkeit zu sprechen.

## Synchronisation
Die deutsche Synchronfassung entstand 1980 bei der Berliner Synchron. Jürgen Neu schrieb das Dialogbuch und führte Regie.
| Figur              | Darsteller     | Deutscher Sprecher      |
| ------------------ | -------------- | ----------------------- |
| Dr. Erasmus Craven | Vincent Price  | Christian Rode          |
| Dr. Adolphus Bedlo | Peter Lorre    | Herbert Stass           |
| Dr. Scarabus       | Boris Karloff  | Friedrich W. Bauschulte |
| Lenore Craven      | Hazel Court    | Rita Engelmann          |
| Estelle Craven     | Olive Sturgess | Rebecca Völz            |
| Rexford Bedlo      | Jack Nicholson | Joachim Tennstedt       |
| Grimes             | William Baskin | Manfred Grote           |

## Hintergrund
- Der Rabe – Duell der Zauberer wurde innerhalb von 16 Tagen mit einem Budget von ca. 300.000 US-Dollar gedreht. Da von den veranschlagten 19 Drehtagen noch 3 übrig waren und Boris Karloffs Vertrag über 19 Tage lief, drehte Roger Corman innerhalb von nur 3 Tagen den Film The Terror – Schloß des Schreckens. In denselben Kulissen und mit der Beteiligung großer Teile des Stabs und der Besetzung von Der Rabe führten Corman persönlich, Francis Ford Coppola und Jack Nicholson Regie; letzterer spielte auch die Hauptrolle.
- Obwohl Vincent Price und Peter Lorre Highlights mit ihren zumeist improvisierten Dialogen setzten, floppte der Film in den USA.

## Kritiken
„Der einfallsreiche, gruselige und urkomische Film voller Überraschungen ist, nicht zuletzt wegen seiner einmaligen Besetzung, ein Klassiker des niveauvollen Gruselkintopps. (Wertung: 3 von 4 möglichen Sternen – sehr gut.)“

„Stimmungsvoller Gruselfilm in Anlehnung an ein Gedicht von E. A. Poe. Regisseur Corman parodiert souverän die Klischees des Genres, bietet eine Fülle ironischer Gags und technischer Kabinettstückchen – und ein Wiedersehen mit Veteranen des Gruselfilms.“

„Roger Corman persifliert in seiner amüsanten Gruselkomödie das Genre des Horrorfilms. […] Mit Der Rabe erboste Corman viele Poe-Anhänger, die in der unbekümmert albernen Farce ihren Meister nicht mehr wiedererkennen wollten.“

## DVD-Veröffentlichung
- Der Rabe. MGM Home Entertainment 2004.